# Ђока Влајковић
Ђорђе С. Влајковић - Ђока (3. март 1831 — 17. август 1883) био је задужбинар и добротвор, пуковник српске војске.

## Биографија
Ђорђе Влајковић се, по једном извору, родио 3. марта 1831. године у Војводини, тј. Аустријском царству, место није записано, а по другом, у Београду. И један и други извор се слажу у томе да је година његовог рођења 1831. Био је син Тодора Влајковића из Призрена. У Београду је завршио основну школу и, према свим наговештајима, уписао се на даље школовање на Лицеј. Рано остаје без оца, већ 1839, а мајка му умире 1845. године. Тај рани губитак родитеља је утицао на његово даље образовање. Са четрнаест година желео је да ступи у војску. И поред изразите младости, начелник српске војске Коста Ранисављевић примио га је као изузетног и већ оформљеног младог човека. У подацима главног генералштаба наилази се податак да је 1845. био упућен у јункерску војну школу у Русију. Нема јасних доказа да ли је и похађао школу у коју је тада упућен. Зна се да се у Србију није вратио већ је ступио у аустријску војску где 5. октобра 1847. бива произведен за потпоручника.
За време мађарске буне 1848. придружује се српском добровољачком одреду који је организовао Стеван Петровић - Книћанин. Тај одред пружа велику помоћ Србима у борби против Мађара. Ђока Влајковић се посебно истакао 22. марта 1848. године у одбрани Србобрана код Варадинског моста. Ту је задобио прво од многобројних одликовања - Медаљу за храброст. При крају тзв. Мађарске буне вратио се са многим добровољцима у Србију.
Ђока Влајковић, пешадијски пуковник српске и руске војске у пензији, умро је 17. августа 1883. године у Београду, где је и сахрањен уз све војне почасти. И данас једна од улица у најужем центру Београда носи његово име (Влајковићева улица).
Министарство просвете је тридесетих година одлучило да се од средстава Задужбине у Влајковићевој улици бр. 5 сазида репрезентативна зграда. На ту нову зграду постављена је биста Ђоке Влајковића. Бисту је израдио вајар Марко Брежанин од природног камена а Бранко Филиповић, декоративни вајар, како се сам потписивао, венац за медаљон од вештачког камена. Ово уметничко дело и данас краси недавно обновљену фасаду Задужбине Ђоке Влајковића.